# Bolitoglossa celaque
Espèce
Statut de conservation UICN

 EN B1ab(iii) : En danger
Bolitoglossa celaque est une espèce d'urodèles de la famille des Plethodontidae.

## Répartition
Cette espèce se rencontre au Honduras dans les départements de Lempira, d'Intibucá et de La Paz entre 1 930 et 2 620 m d'altitude dans la cordillère de Celaque, la Sierra de Opalaca et la Sierra de Montecillos dans la forêt de nuage et au Salvador voisin.

## Description

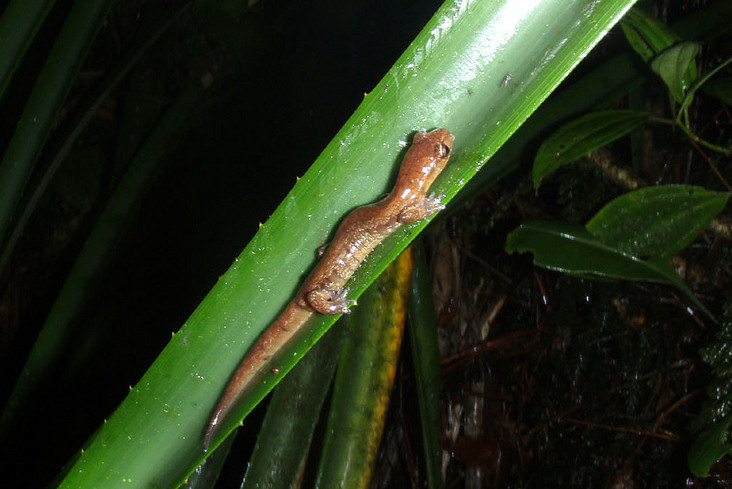
Bolitoglossa celaque

Les mâles mesurent de 42,2 à 55,1 mm et les femelles de 39,2 à 62,2 mm.

## Étymologie
Son nom d'espèce lui a été donné en référence au lieu de sa découverte, le Cerro Celaque.

## Publication originale
- McCranie & Wilson, 1993 : A review of the Bolitoglossa dunni group (Amphibia: Caudata) from Honduras with the description of three new species. Herpetologica, vol. 49, p. 1-15.